# Legio XIX
Legio XIX byla legie římské císařské armády, která byla zničena v bitvě v Teutoburském lese.

## Historie
Legie byla založena císařem Augustem v roce 41 nebo 40 př. n. l. Jejím prvním úkolem bylo potlačit povstání Sexta Pompea. V roce 30 př. n. l. byla legie přemístěna do oblasti Pisy a později do dolního Německa. Základní tábor legie byl Kolín nad Rýnem a Neuss (Novaesium). V roce 6 n. l. byla plánována operace proti vládci Marobudovi na území Germanie a podél Labe i do Čech. kvůli povstání v Panonii byla akce přerušena a nakonec zrušena. V roce 9 byl Varus vylákán k Rýnu a poblíž Osnabrücku byla jeho vojska zničena. V roce 15 zachránily orla XIX. legie jednotky pod velením Lucia Stertinia. Během výzkumu v roce 1971 byla nalezena olovněná tyč, na které byl nápis LXIX (Legio XIX).
Z hodnostářů legie je doložen Gnaeus Lerius, vojenský tribun, a Sextus Abulenius, který se po odchodu z armády stal vysokým úředníkem.